# Rattus argentiventer
Rattus argentiventer is een rat uit de familie Muridae

## Kenmerken
R. argentiventer heeft een gevlekte, geelbruine rug, een zilvergrijze buik, een korte staart, bleke oren en ogen en zes mammae.

## Leefwijze
De soort komt voornamelijk voor in rijstvelden, waar hij soms een plaag wordt, en op plantages.

## Ondersoorten
Hij is vroeger wel tot dezelfde soort gerekend als de zwarte rat (Rattus rattus). Volgens de analyse van Maryanto (2003) heeft deze soort de volgende ondersoorten:
- Rattus argentiventer argentiventer (Thailand, Maleisië, Sumatra, Java, Nieuw-Guinea en mogelijk Vietnam, Cambodja en Laos)
- Rattus argentiventer kalimantanensis (Borneo)
- Rattus argentiventer pesticulus (Sulawesi en de meeste kleine Soenda-eilanden)
- Rattus argentiventer saturnus (Sumba)

Rattus argentiventer umbriventer uit de Filipijnen (Cebu, Luzon, Mindanao en Mindoro) werd niet geanalyseerd, maar is waarschijnlijk een aparte ondersoort.

## Verspreiding
Deze soort komt voor in Zuidoost-Azië. Waarschijnlijk komt hij oorspronkelijk uit het vasteland van Zuidoost-Azië (Thailand, Vietnam en Cambodja). Hij is echter ingevoerd op de Filipijnen, in Maleisië en in Indonesië, oostelijk tot Nieuw-Guinea. Op de Filipijnen komt deze soort voor op Cebu, Luzon, Mindanao en Mindoro.